# سانتياغو غونزاليز (تنس)
سانتياغو غونزاليز (بالإسبانية: Santiago González)‏ مواليد 24 فبراير 1983 في قرطبة، هو لاعب كرة مضرب مكسيكي بدأ مسيرته كمحترف سنة 2001 يلعب باليد اليمنى. أعلى تصنيف له في الفردي كان المركز الـ 155 في سنة 2006.

## النهائيات

### نهائيات البطولات الكبرى

#### الزوجي المختلط: 3 (0–3)
| الحصيلة | السنة | البطولة                     | الأرضية | الشريك                | المنافس                     | النتيجة          |
| ------- | ----- | --------------------------- | ------- | --------------------- | --------------------------- | ---------------- |
| الوصافة | 2012  | دورة رولان غاروس الدولية    | ترابية  | كلاوديا جانز إيجناسيك | سانيا ميرزا ماهيش بوباثي    | 6–7(3–7), 1–6    |
| الوصافة | 2013  | بطولة أمريكا المفتوحة للتنس | صلبة    | أبيغيل سبيرز          | أندريا هلافسكوفا ماكس ميرني | 6–7(5–7), 3–6    |
| الوصافة | 2014  | بطولة أمريكا المفتوحة للتنس | صلبة    | أبيغيل سبيرز          | سانيا ميرزا برونو سواريز    | 1–6, 6–2, [9–11] |

## الخط الزمني للزوجي
مفتاح
| ف | ن | ن.ن | ر.ن | د# | د.م | ل | أ.أ | ت | غ | ب | ف | ذ | م.خ | ل.ت |

(ف) فاز بالبطولة (ن) وصل النهائي (ن.ن) نصف النهائي (ر.ن) ربع النهائي (د#) الأدوار الأربعة الأولى (د.م) دور المجموعات (ل) شارك في كأس ديفيز (أ.أ) خرج من الأدوار الاولى (ت) خسر التصفيات التأهيلية (غ) غاب عن الحدث أو البطولة (ب) حصل على ميدالية برونزية (ف) حصل على ميدالية فضية (ذ) حصل على ميدالية ذهبية (م.خ) بطولة الماسترز خُفضت إلى مرتبة أقل (ل.ت) البطولة لم تعقد في السنة المعينة.
لتجنب الارتباك وازدواجية الحساب، يتم تحديث هذه المعلومات إما في نهاية البطولة، أو عندما تكون مشاركة اللاعب في البطولة قد انتهت.
Current through the 2014 فرنسا المفتوحة.
| دورات الجراند سلام            |     |     |     |     |     |     |        |       |
| بطولة أستراليا المفتوحة للتنس | غ   | غ   | د2  | ر.ن | د1  | د1  | 0 / 4  | 4–4   |
| دورة رولان غاروس الدولية      | غ   | د3  | د1  | د2  | د1  | د2  | 0 / 5  | 4–5   |
| بطولة ويمبلدون                | د1  | د2  | د3  | د2  | د2  |     | 0 / 5  | 5–5   |
| أمريكا المفتوحة               | غ   | د1  | د1  | د3  | د1  |     | 0 / 4  | 2–4   |
| فوز-خسارة                     | 0–1 | 3–3 | 3–4 | 7–4 | 1–4 | 1–2 | 0 / 18 | 15–18 |

## روابط خارجية
- سانتياغو غونزاليز على موقع رابطة محترفي التنس (الإنجليزية)
- سانتياغو غونزاليز على موقع الاتحاد الدولي لكرة المضرب (الإنجليزية)
- سانتياغو غونزاليز على موقع كأس ديفيز (الإنجليزية)
- سانتياغو غونزاليز على موقع خلاصة التنس.كوم (الإنجليزية)
- سانتياغو غونزاليز على موقع أوليمبيديا (الإنجليزية)

الصفحة الخاصة باللاعب سانتياغو غونزاليز (تنس) في موقع رابطة محترفي كرة المضرب.